# Bartolomé de Cuéllar
Bartolomé de Cuéllar “el de la Huerta" (Buengrado, tierra de Cuéllar, ?) fue un conquistador español, conocido con el sobrenombre de el de la Huerta, nació en Buengrado, aldea perteneciente a la Comunidad de Villa y Tierra de Cuéllar, siendo hijo de Bartolomé Sánchez y de Catalina Hernández.

## Trayectoria
Pasó a América hacia 1508, estableciéndose en La Española, desde donde pasó a la conquista de Cuba con Diego Velázquez de Cuéllar en 1511. Más tarde tomó parte activa en la conquista de la ciudad de México junto a Hernán Cortés, donde se avecindó ya en 1529.
En el año 1548 declaró ante el virrey de México, asegurando que era natural de Buengrado, Tierra de Cuéllar, tiene un hijo y tres hijas, hace 40 años que llegó a las Indias, estuvo con Diego Velázquez en la conquista de Cuba, fue con Pánfilo de Narváez a Nueva España, participó activamente en la toma de la ciudad de México y en la conquista de muchas provincias de Nueva España, Guaxaca, parte de los Cipotecas y Tutupec, y que tenía en México casa poblada con su mujer e hijos.
En la relación de los pesos de oro que están señalados por indios vacos a los conquistadores de Nueva España y a sus hijos, realizada en 1554, aparecen los herederos de Bartolomé de Cuéllar, conquistador, a los cuales están asignados de entretenimiento 300 pesos cada año. A Catalina Mexía, hija de Bartolomé de Cuéllar, conquistador, le señalaron de entretenimiento 100 pesos de oro común cada año.
- Datos: Q5721446